# Chevrolet HHR
De Chevrolet HHR is een auto die in 2008 op de Nederlandse markt werd geïntroduceerd. HHR betekent “Heritage High Roof” en de ontwerpers zijn geïnspireerd door de 1949 Chevrolet Suburban.
De HHR was al sinds 2005 te koop in de Verenigde Staten en was daar een groot succes. In 2006 werd de auto ook in Japan gelanceerd. Ook daar verkocht de auto goed: 93.000 exemplaren in een jaar tijd.
De HHR kwam in de uitrustingsniveaus LS en LT. De enige variant die in Europa is verkocht is de LT met 2.4 liter motor.
Ook was de HHR leverbaar als bedrijfswagen, de Chevrolet HHR Panel Van. Deze had geen achterruiten en geen achterbank. Daardoor in de plaats kwam er een vlakke laadvloer. De HHR Panel Van is nooit officieel in Europa verkocht.

## Styling
Ondanks het feit dat de auto gebouwd is op het onderstel van de Opel Zafira verschillen deze twee auto's sterk van elkaar. Chevrolet zegt trots te zijn op de styling die duidelijk verwijst naar de jaren 40. Overeenkomsten zijn er wel met de Chrysler PT Cruiser, beide auto's hebben een retro ontwerp en zijn gebouwd om op hotrods te lijken. De Chevrolet HHR is, net als de Chrysler PT Cruiser, ontworpen door Bryan Nesbitt.

## Motoren
Hoewel er in de Verenigde Staten een uitgebreid motorenprogramma beschikbaar is krijgt Europa er slechts een. Het gaat hier om de 2.4 liter benzineversie die respectievelijk 170 pk beschikt. De 2.2 liter en de 2.0 liter Turbo (in de SS-versie) zijn, net als de Panel Van, niet officieel in Europa verkocht.

## Fotogalerij

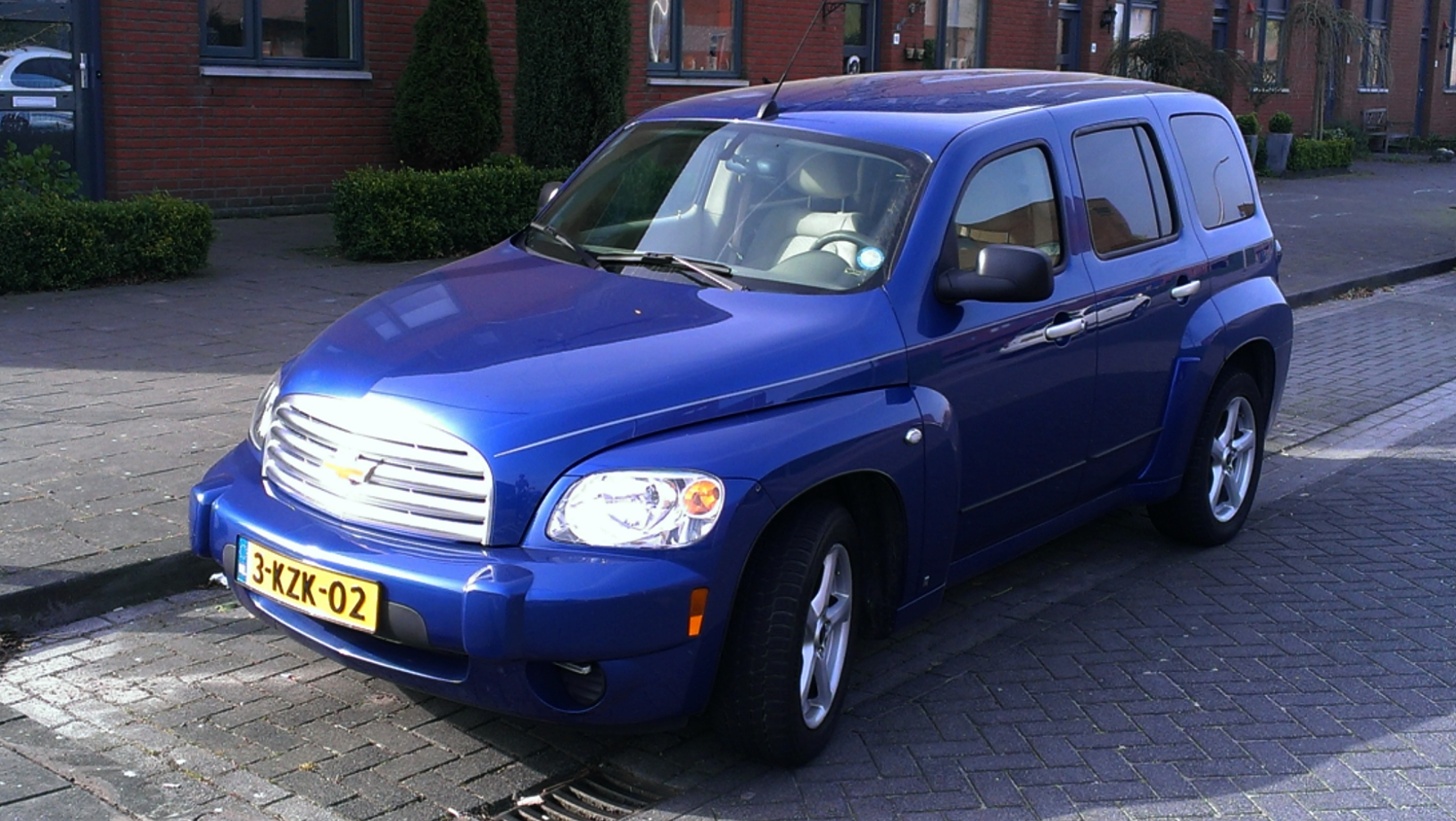
2005 Chevrolet HHR 2.2 LS
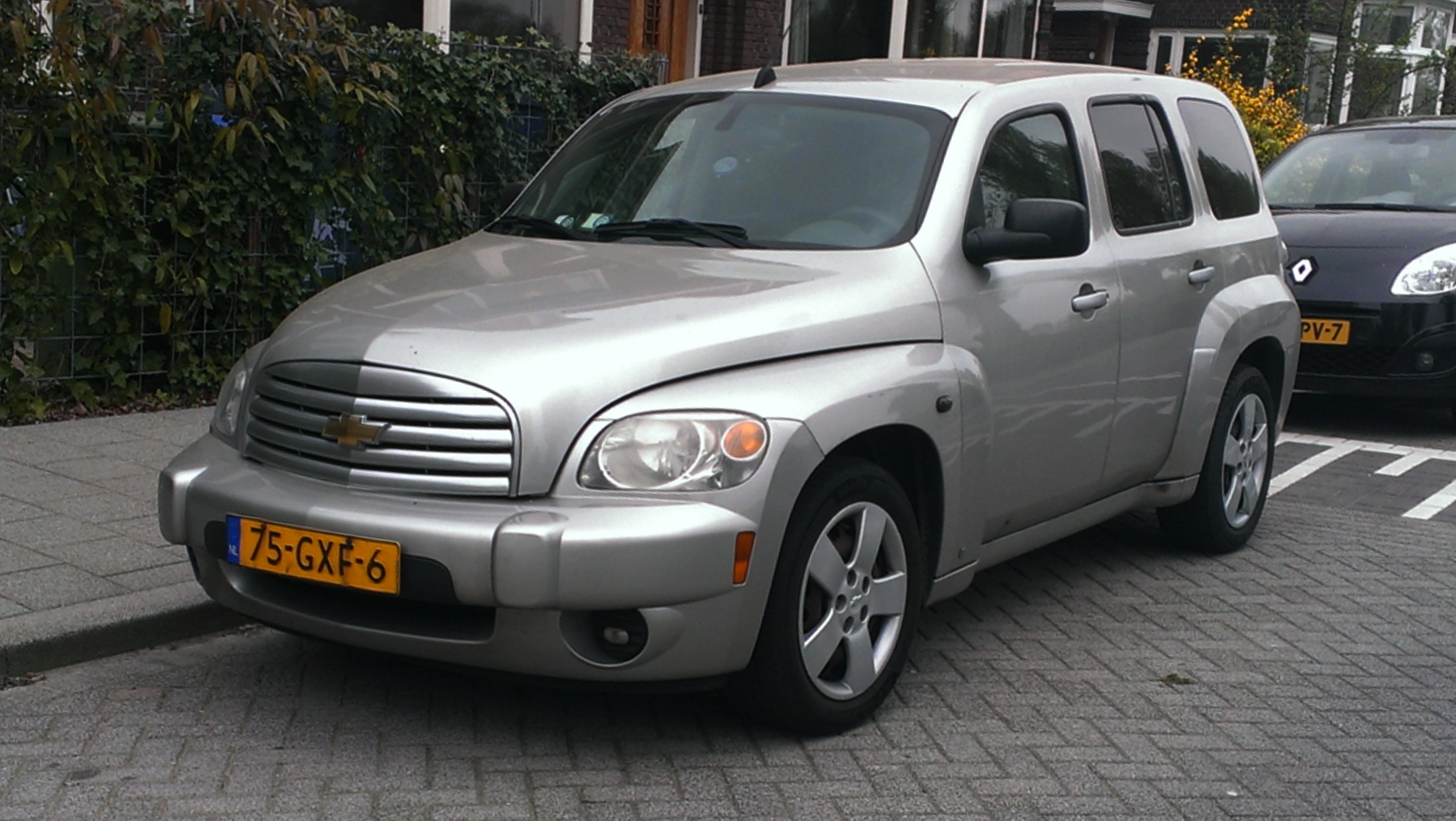
2007 Chevrolet HHR 2.4 LT voorkant
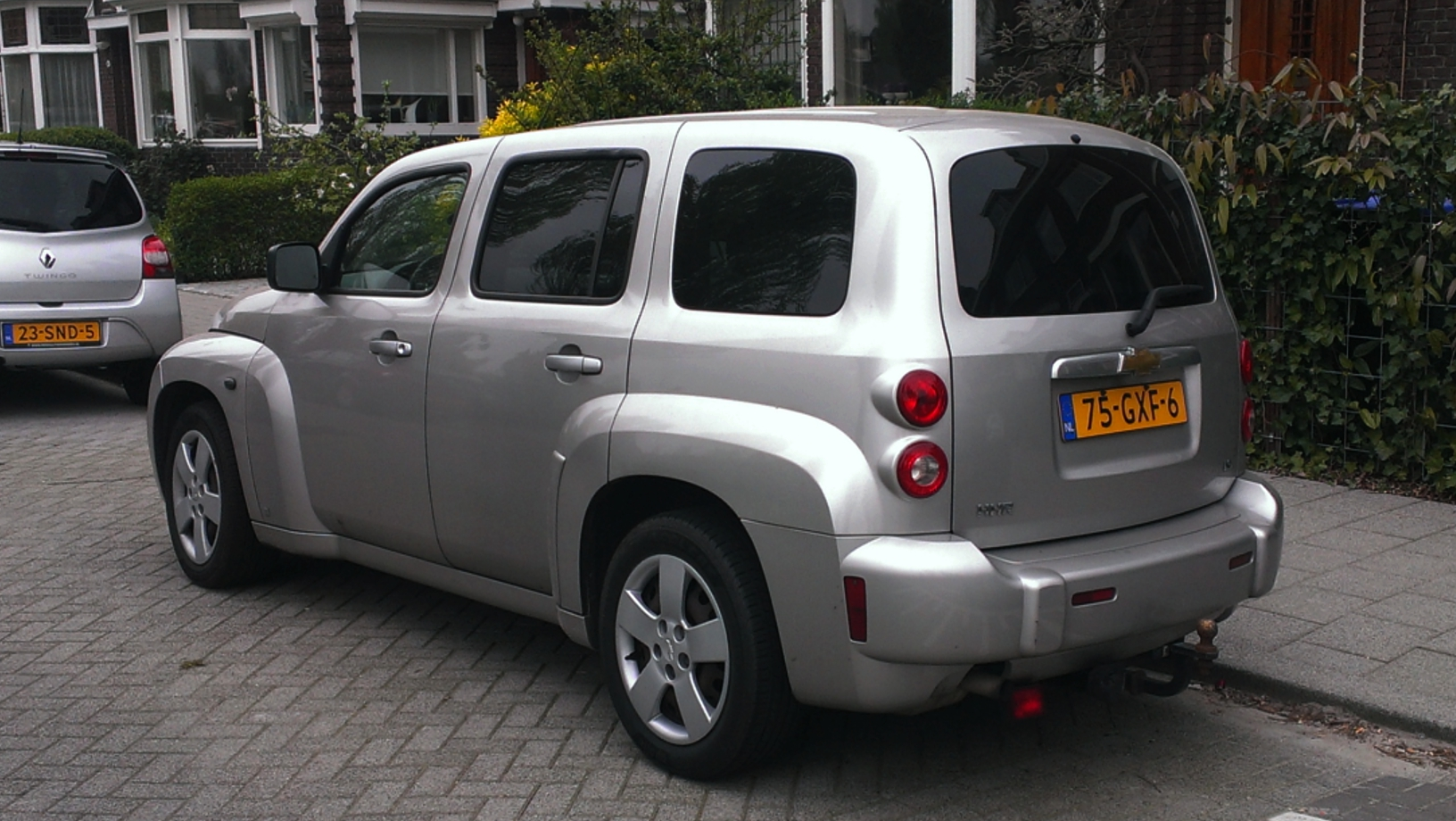
2007 Chevrolet HHR 2.4 LT achterkant
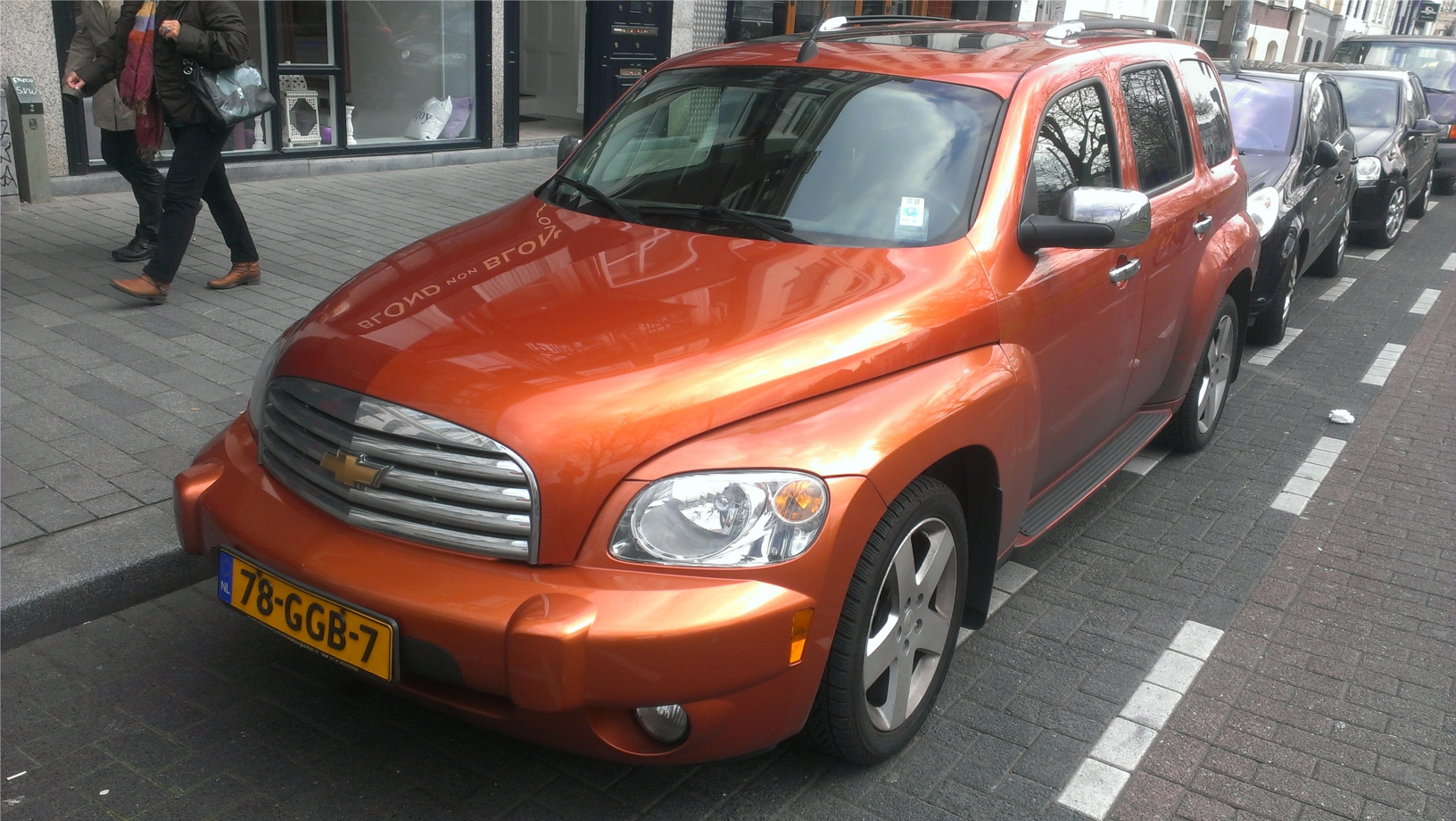
2008 Chevrolet HHR 2.4 LT voorkant (EU-spec)
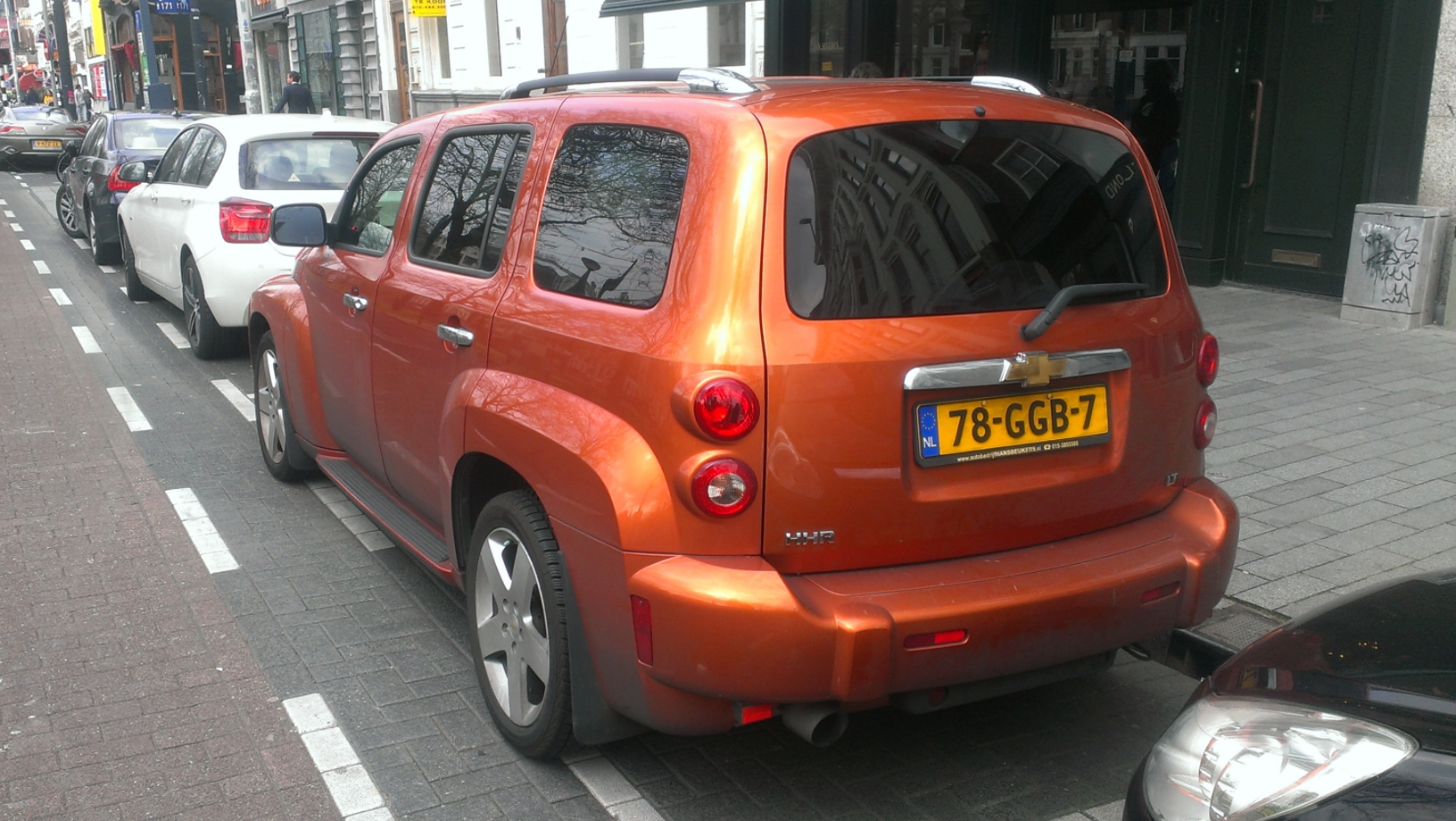
2008 Chevrolet HHR 2.4 LT achterkant (EU-spec)